# Српска Венеција
До 1938. године након сваке кише Лесковац је добијао изглед Венеције када се улице напуне водом па је назван "Српска Венеција"

## Историја
До 1938. године само половина од 110 лесковачких улица била је под турском калдрмом. Турску калдрму чинили су речни облуци укопани у песак као подлогу, док је само неколико улица у центру града имало тротоар од положених бетонских плоча. После сваке кише, када се улице напуне водом. Лесковац је добио изглед Венеције па је у шали назван и "Српска Венеција". Тек после много натписа и жалби почело је постављање коцкасте калдрме 1938. године на иницијативу председника општине Михајла Бабамилкића. Те године главна артерија града трасирана је од Болнице па Ужарском улицом (данас Улица Светозара Марковића) па преко моста код Поште, па Улицом Краља Петра првог кроз данашњи парк у центру која се настављала на Улицу Краља Александра негде до Робне куће Београд све до Железничке станице. Читава траса је раскопана и на њој је започето ређање коцкасте калдрме. Како би уштедели на калдрми, крајеви улица су били постављени обичним каменом. Делови ове коцкасте калдрме, поставњени 1938. године, одолевали су зубу времена до 90-их година прошлог века када су замењени аслфатом.